# Fender Jag-Stang
Fender Jag-Stang — електрогітара виробництва Fender, розроблена фронтменом Nirvana Куртом Кобейном. Була задумана як гібрид двох моделей електрогітар Fender: Jaguar і Mustang.

## Витоки
Кобейн запропонував Фендеру свою ідею інструменту, в результаті чого колишній майстер будівництва Ларрі Л. Брукс створив два прототипи для лівої руки, лише на одному з яких грав сам Кобейн. В інтерв'ю від 4 січня 1994 року Кобейн говорив про дизайн Jag-Stang, оскільки його ще не виробляли. Він сказав Нардвуару Людській серветці, що створив її, взявши поляроїд із зображеннями Мустанга та Ягуара, розрізавши їх навпіл і склеївши разом. Її відправили назад у Fender для ремонту, перш ніж Кобейн привіз її з собою в європейську частину туру Nirvana In Utero в 1994 році, де гітара рідко звучала наживо. Кобейн накидав базовий дизайн, який був надісланий Fender, який пізніше був опублікований як частина його журналів у 2002 році.